# Milost pro Jiřího Kajínka

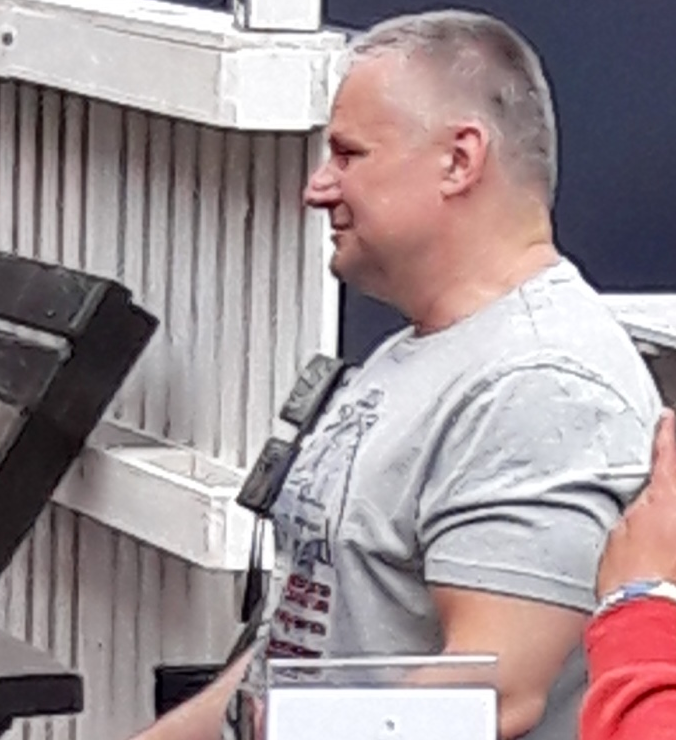
Jiří Kajínek po propuštění z výkonu trestu

Milost Jiřímu Kajínkovi udělil v květnu 2017 prezident Miloš Zeman formou podmíněného prominutí zbytku trestu odnětí svobody na doživotí. V pořadí osmá milost udělená během prezidentova prvního mandátu je považována za kontroverzní a vzbudila silnou společenskou odezvu. Důvodem byla známost omilostněného Jiřího Kajínka, dvojnásobného nájemného vraha a recidivisty, prezidentova dřívější vyjádření vylučující udělení milosti i později uváděné důvody milosti. Na rozdíl od ostatních milostí, jejichž udělení zveřejňoval Hrad zpětně, informoval prezident Zeman již o zvažování této milosti a následně i o jednotlivých krocích. Milost se lišila také skutečností, že omilostněný Kajínek byl potrestán za zvlášť závažný trestný čin a zároveň netrpěl nevyléčitelnou nemocí, čímž nevyhovoval podmínkám, které si prezident sám pro udělení milostí stanovil. Udělení milosti přivedlo odborníky k diskusi o další existenci a formě této pravomoci prezidenta.

## Kauza Kajínek

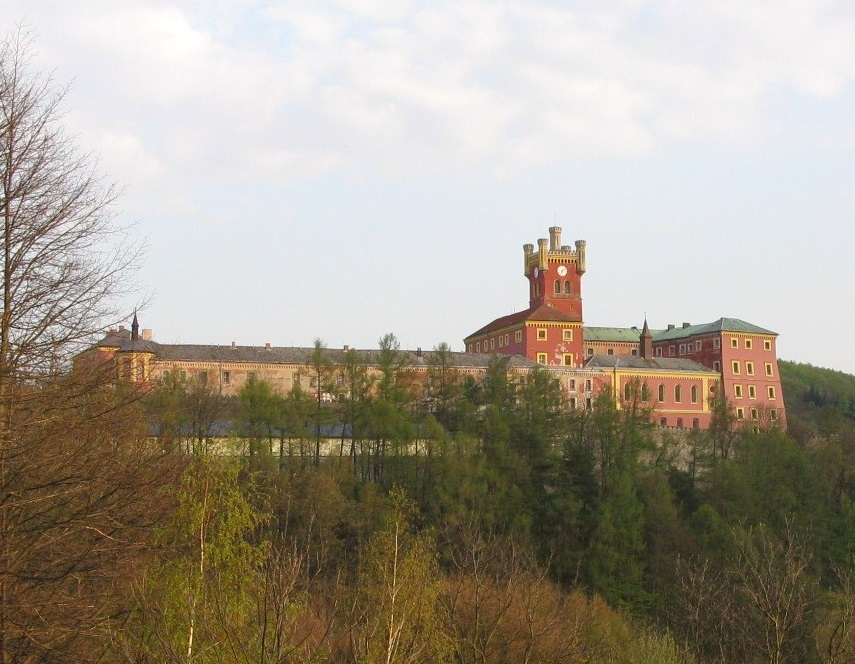
Věznice Mírov

Za majetkovou trestnou činnost byl Jiří Kajínek poprvé odsouzen v roce 1982. Podruhé byl odsouzen v roce 1985, trest byl udělen za bytové krádeže, nedovolené ozbrojování a útok na veřejného činitele. V roce 1990 mu soud prominul zbytek trestu, ale ještě v témže roce byl odsouzen za ozbrojené loupežné přepadení policistů a krádež jejich vozu na 11 let odnětí svobody. V lednu 1993 byl J. Kajínkovi na přímluvu vězeňské komise přerušen výkon trestu na tři dny, ale po skončení přerušení se do věznice nevrátil. O čtyři měsíce později, 30. května 1993, zastřelil v serpentinách u plzeňské věznice podnikatele Štefana Jandu a jeho ochránce Juliána Pokoše, dalšího ochránce se pokusil zastřelit. Krajský soud v Plzni v červnu 1998 uznal Jiřího Kajínka vinným z dvojnásobné vraždy a pokusu o vraždu, odsoudil ho na doživotí, což v únoru následujícího roku potvrdil Vrchní soud v Praze. Odsouzený Kajínek mohl požádat o podmíněné propuštění nejdříve v roce 2022.
Jiří Kajínek po celou dobu tvrdí, že je ve věci útoku nevinný. Podal několik žádostí o obnovu procesu, které byly opakovaně zamítnuty, některá rozhodnutí byla potvrzena i Ústavním soudem. Kajínek se několikrát pokusil utéct z vazby a z výkonu trestu, úspěšný se stal útěk z věznice Mírov na konci října 2000, kdy byl zadržen po dvou měsících. Případ byl předmětem stížností několika ministrů spravedlnosti, žádná z nich neuspěla.
Případ vražd byl pro svoji závažnost pod dohledem médií od počátku, ale zájem veřejnosti ke své osobě přitáhl Kajínek až spektakulárním útěkem z mírovské věznice, který byl podpořen zveřejněním záběrů z dopadení jednotkou URNA. Pomohla i sebeprezentace, v níž bagatelizoval a romantizoval svojí trestnou činnost. Stal se nejznámějším českým vězněm, získal řadu příznivců, davy fanynek a ctitelek, za jeho propuštění a omilostnění se demonstrovalo i podepisovala petice. Novináři Janek Kroupa a Josef Klíma natočili o případu 30 reportáží a v roce 2010 vydali knihu Pravda o Kajínkovi. Ve stejném roce měl premiéru úspěšný film Petra Jákla Kajínek, který byl případem volně inspirován. V roce 2014 vyšla Kajínkovi vzpomínková kniha Můj život bez mříží.

## Zvažovaná milost Václava Havla a Václava Klause
Milostí pro Jiřího Kajínka se na právním odboru Kanceláře prezidenta republiky intenzivně zabývali již v průběhu posledního mandátu (1998–2003) prezidenta Václava Havla. Právní odbor udělení milosti navrhl, ale prezident udělení milosti pro Kajínka i další lidi odsouval, především kvůli kritice udělování milostí i pro své chybějící síly. Kajínkova slova o slibování milosti ze strany prezidenta však někdejší Havlův tiskový mluvčí Ladislav Špaček odmítl. Všechny odkládané milosti předal V. Havel na konci mandátu svému nástupci. Prezident Václav Klaus o milosti pro J. Kajínka dle Petra Macinka z IVK silně uvažoval, ale přednost vždy dostaly naléhavější případy.

## Zájem opřípad a odmítání udělení milosti

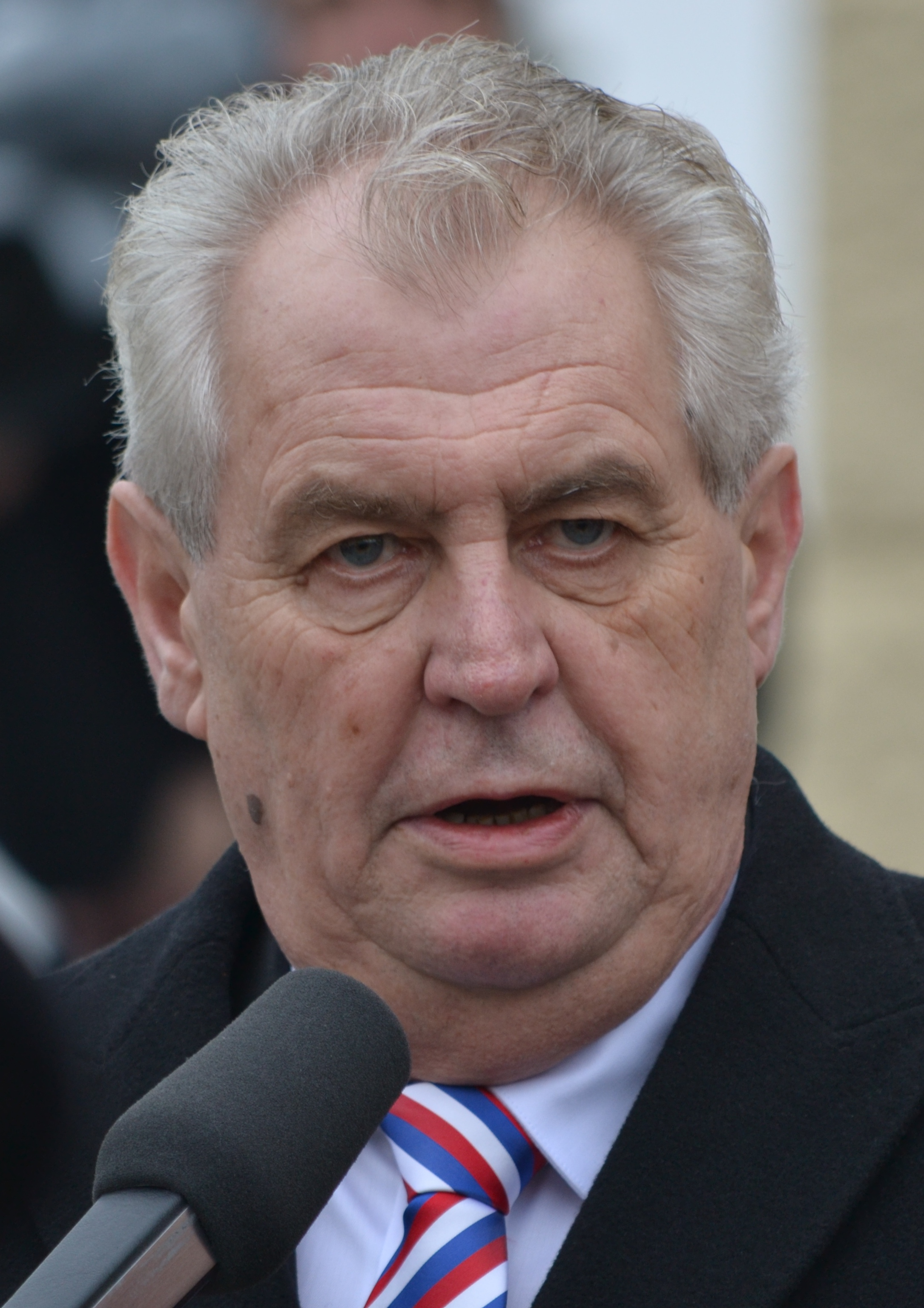
Miloš Zeman v roce 2013

K případu Jiřího Kajínka, doživotně odsouzeného dvojnásobného vraha, se prezident Miloš Zeman během svého prvního mandátu (2013–2018) opakovaně vracel. Krátce po svém zvolení v roce 2013 v diskusním pořadu podpořil obnovení soudu s Jiřím Kajínkem a současně uvedl, že neudělování milostí se týká i Jiřího Kajínka. Snaha Kajínka dosáhnout obnovy soudního řízení však v dubnu téhož roku neuspěla, když se ministr spravedlnosti Pavel Blažek rozhodl nepodat k Nejvyššímu soudu stížnost ve prospěch Kajínka. Zemanova podpora obnovy procesu byla důvodem, proč Kajínkův právní zástupce Tomáš Zejda podal stručnou žádost o milost, přestože prezident udělování milostí vylučoval. Žádost dorazila do kanceláře prezidenta republiky, ale Miloš Zeman se na začátku září 2013 vyjádřil, že nehodlá právo udělení milosti využít. Prohlásil však, že téma otevření Kajínkova případu bude dobré probrat s budoucím ministrem spravedlnosti. V listopadu byla žádost se stovkami dalších předána na ministerstvo spravedlnosti, přičemž náměstek Daniel Volák upozorňoval, že pro nesplnění podmínky závažné choroby bude o zamítnutí Kajínkovy žádosti rozhodovat ministr spravedlnosti. Při nástupu Heleny Válkové do funkce ministryně spravedlnosti v lednu 2014 ji prezident požádal, aby se spisem Kajínka zabývala. Ministryně však sama o znovuotevření případu rozhodnout nemůže. Ministryně Válková se s Jiřím Kajínkem osobně setkala v březnu 2014 ve věznici Rýnovice a slíbila mu prozkoumání spisu, nicméně žádost o milost byla ministerstvem v červenci 2014 zamítnuta. Podle serverů Blesk a Krajské listy podala o měsíc později žádost o milost pro Jiřího Kajínka vdova po zavražděném podnikateli Eva Jandová. Ministerstvo spravedlnosti obdrželo v roce 2015 třicet žádostí o omilostnění Jiřího Kajínka, v roce 2016 jich bylo pět a do května 2017 obdrželo osm žádostí; všechny byly zamítnuty.
Při své návštěvě Blovic na jižním Plzeňsku v únoru 2016 Miloš Zeman milost pro Kajínka ještě vylučoval: „Pan Kajínek dlouhodobě a vážně nemocný není, takže mu milost neudělím.“ Prezident také prozradil, že si vyžádal trestní spis pana Kajínka a několikastránkový výpis z rejstříku trestů, přičemž na základě nepřítomnosti trestů za jiné vraždy přiznal pochybnosti o spáchání vražd, za které byl Kajínek odsouzen. K případu také uvedl, že s paní ministryní Válkovou dohodl obnovení procesu u jiného než plzeňského soudu, ale ministr Robert Pelikán měl k takovému postupu vyhraněně negativní stanovisko.

## Úvahy oudělení milosti

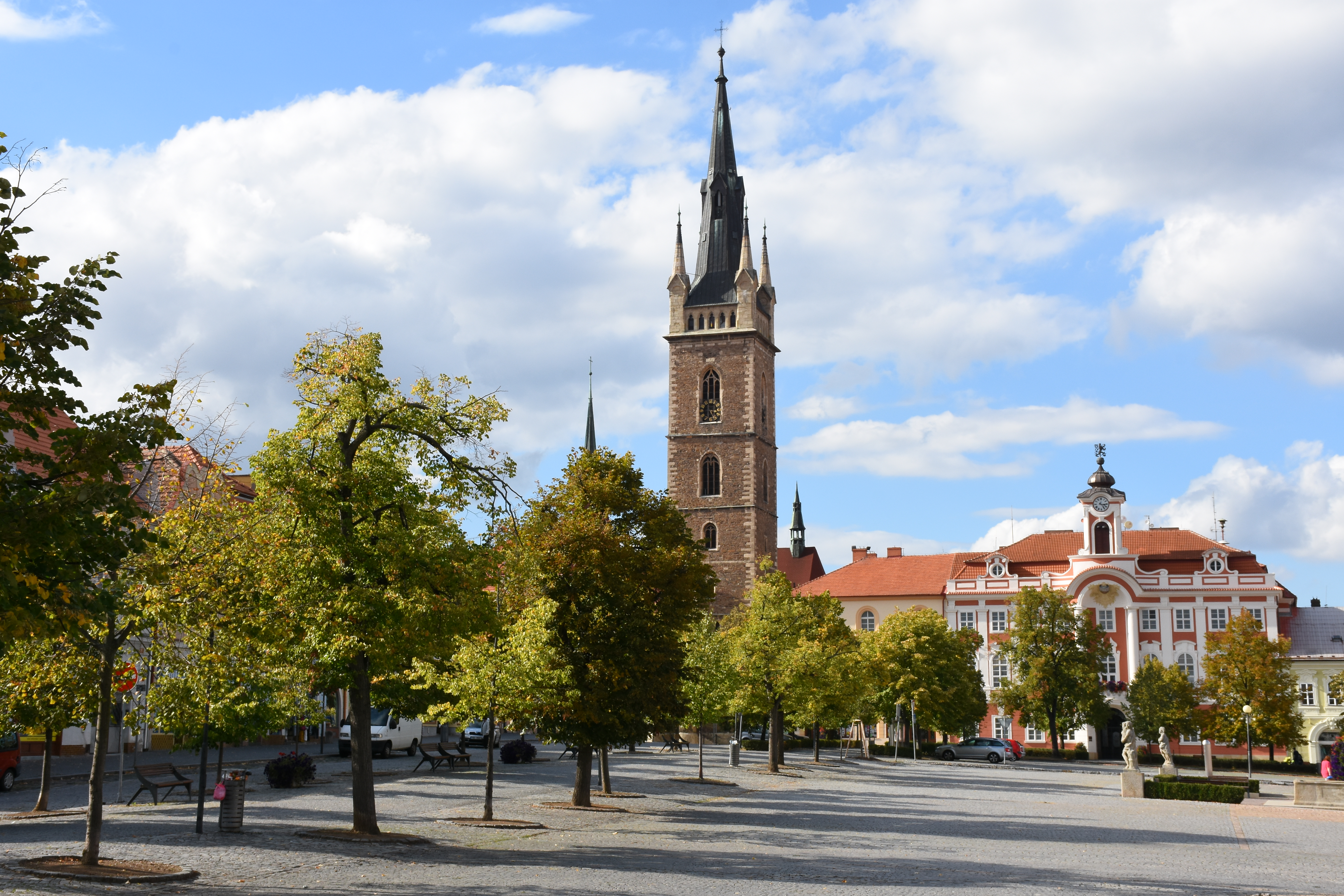
Čáslav

Na setkání s obyvateli Čáslavi na počátku dubna 2017 řekl Miloš Zeman, že vážně uvažuje o udělení milosti J. Kajínkovi. K úvahám jej vedla délka věznění Kajínka a existence důvodné pochybnosti o jeho skutečné vině. Později v Benešově dodal, že zvažování neznamená propuštění. Kajínkův advokát Tomáš Zejda následně odmítl, že by byl Jiří Kajínek nemocný, což byla jedna z prezidentových podmínek pro udělení milosti. Kancelář prezidenta republiky si 24. dubna 2017 vyžádala bez komentáře rozsudky soudů k případu, které byly druhý den předány.
První dáma Ivana Zemanová se při své návštěvě věznice Rýnovice 10. května 2017 kromě jiných vězňů setkala s Jiřím Kajínkem, darovala mu knihu o zámku v Lánech, obsah rozhovoru však nebyl zveřejněn. V rozhovoru pro TV Barrandov 11. května prezident Zeman oznámil, že rozhodnutí o udělení milosti je připraveno a že jej podepíše po svém návratu z Číny, tj. v druhé polovině května. Pro omilostněného bude platit sedmiletá podmínka, při jejímž nedodržení se vrátí do vězení. Prezident připomněl, že o milosti uvažoval již před začátkem vládní krize, a odmítl spekulace, že by milost měla odpoutat pozornost od aktuálních událostí. Ministr Pelikán následně řekl, že jej prezident ujistil, že důvodem udělení milosti nebude Kajínkova nevina.
Podle bleskového sociologického průzkumu agentury Median, který byl zveřejněn 14. května 2017, s milostí zcela nebo spíše souhlasilo 54 % dotázaných, proti jich bylo 36 %. Jako pohnutku prezidenta uvedlo 39 % dotazovaných snahu o zvýšení popularity, 34 % víru prezidenta v jeho nevinu, 29 % dotazovaných si potom myslelo, že prezident chce milostí odlákat pozornost od svého působení v souběžně probíhající vládní krize. V anketě Lidových novin vyjádřilo 59 % z 92 dotázaných právníků nesouhlas s udělením milosti, naopak souhlas jen 16 %.

## Udělení milosti

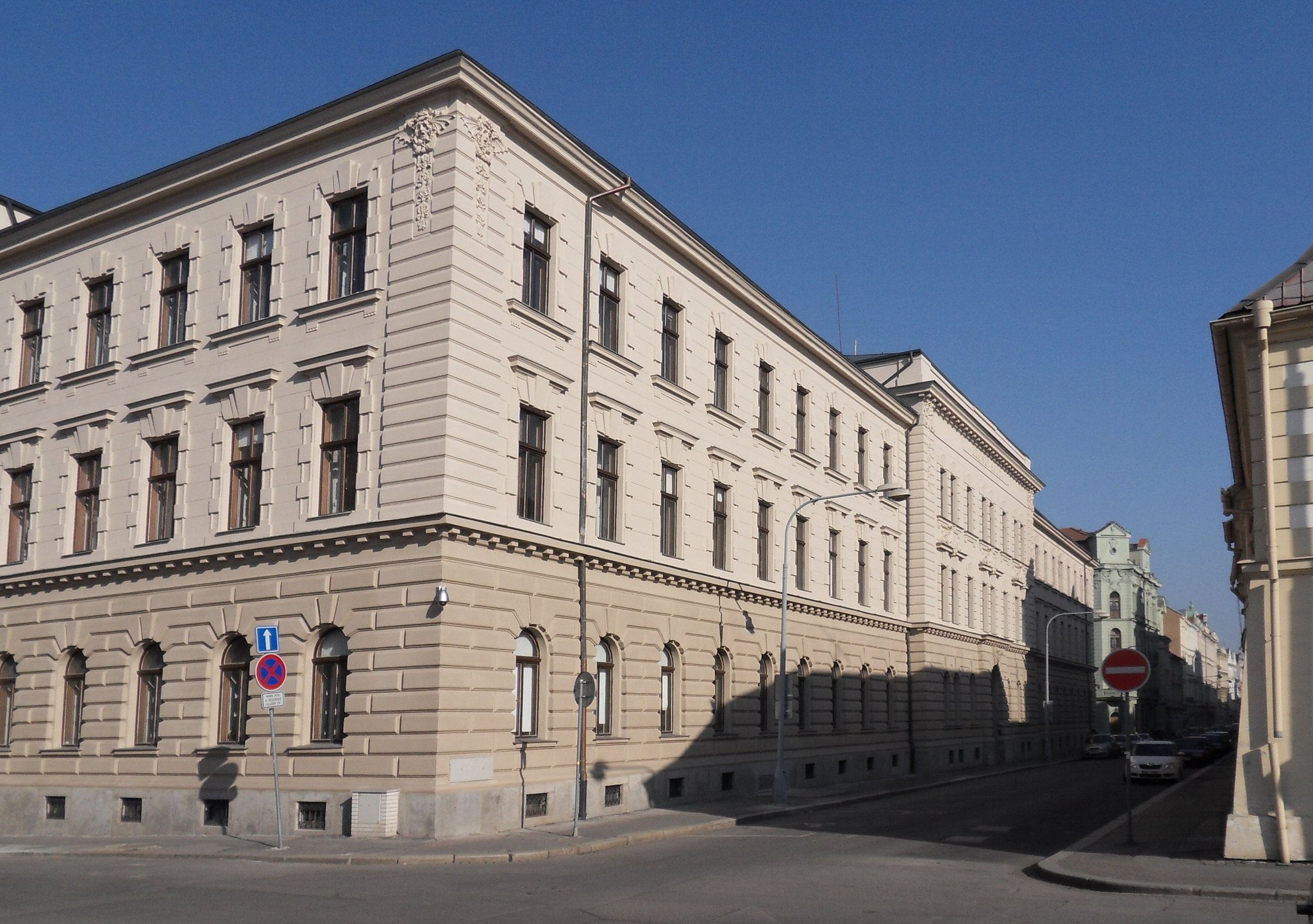
Krajský soud v Plzni

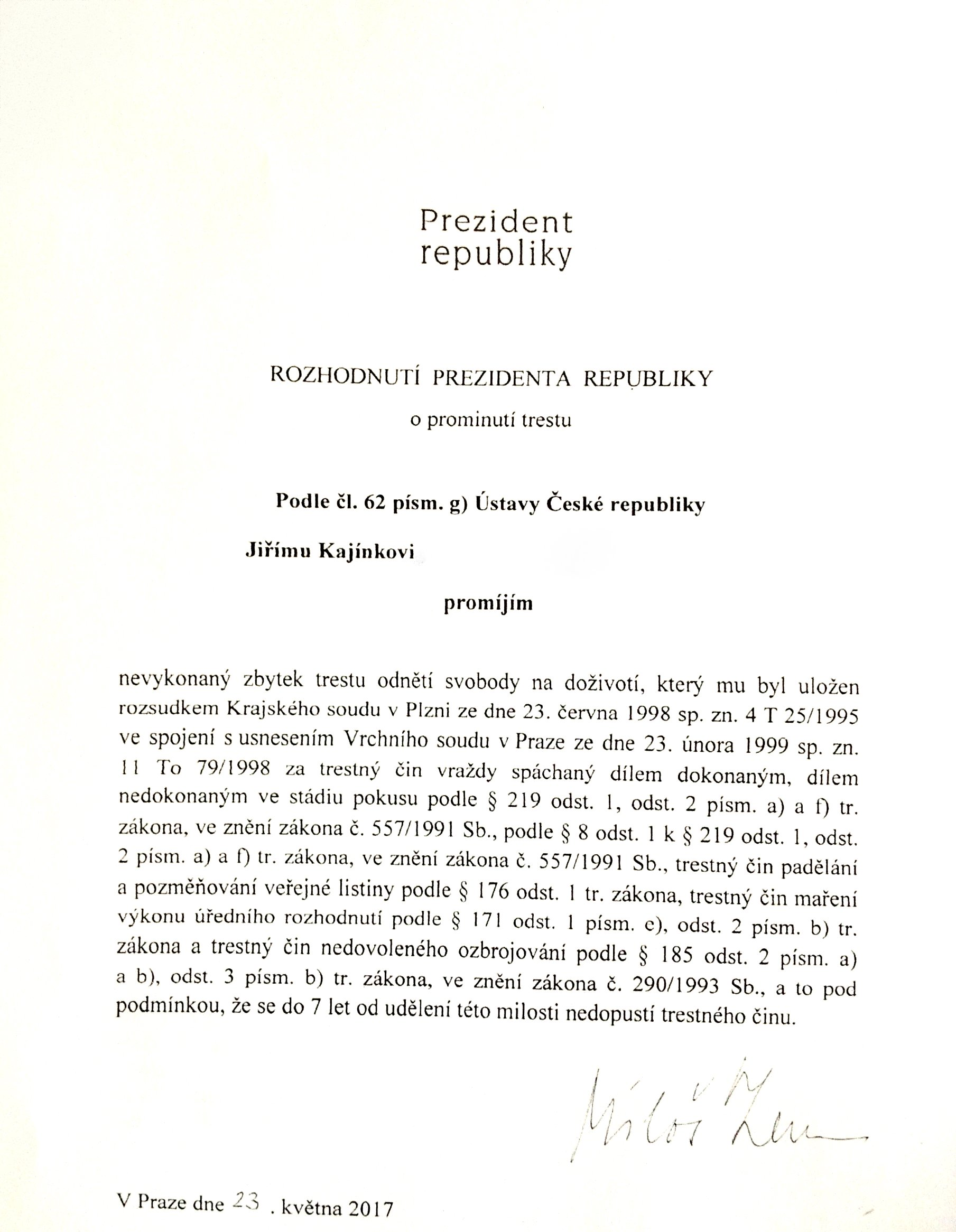
Rozhodnutí prezidenta republiky o udělení milosti

Prezident 23. května 2017 udělil Jiřímu Kajínkovi milost podmíněným prominutím zbytku trestu uloženého na doživotí za trestné činy vraždy, padělání a pozměňování veřejné listiny, maření výkonu úředního rozhodnutí a nedovoleného ozbrojování. Trest byl prominut se sedmiletou podmínkou, po kterou se omilostněný nesmí dopustit trestného činu, ať již úmyslného či nedbalostního; sedmiletá podmínka je nejdelší možná podmínka českého práva. Dodržování podmínky bude sledovat Krajský soud v Plzni, výsledky šetření bude každoročně předkládat prezidentu republiky, přičemž k vyvozování závěrů z neplnění podmínky je oprávněn pouze prezident republiky (do 8. března 2023 jím byl Miloš Zeman, od 9. března jím byl Petr Pavel). Milost byla udělena s okamžitou platností a omilostněný Kajínek opustil kolem 13:30 téhož dne za velkého zájmu médií a příznivců rýnovickou věznici. Někteří novináři čekali na udělení milosti a propuštění Jiřího Kajínka více než pět dní. Jiří Kajínek byl prvním doživotně odsouzeným v České republice, který se dostal z vězení.
Šlo o první milost, kterou se prezident Zeman rozhodl udělit sám od sebe. Úmysl udělit tuto milost přes zásadní rozpor s vlastními zásadami prezident Zeman obhajoval před českými novináři v Pekingu slovy každé pravidlo má své výjimky. Prezident se dle svých slov řídil právní zásadou „in dubio pro reo“, která v případě pochybností ukládá jednat ve prospěch obžalovaného. Podle prezidentova tiskového mluvčího Jiřího Ovčáčka zaznamenal prezident pochybnosti, které zaznívaly z řad odborné veřejnosti, například od současného předsedy Ústavního soudu Pavla Rychetského, a absolvoval celou řadu schůzek s odborníky, například z řad policie. Po udělení milosti ji prezident vysvětloval tím, že v případu existuje řada nejasností a že Kajínek vykonal už 23 let trestu. Uvedl též několik analýz, které si k případu nechal vypracovat, a posudky z posledních let věznění naznačující možnost resocializace odsouzeného. V rozhovoru pro deník Blesk zmínil, že vypracované posudky většinou zesílily jeho pochybnosti o tomto případu. Zmínil též, že se s omilostněným nikdy nesetkal a nijak nekomunikoval. Při jmenování nových soudců v únoru 2020 prezident uvedl, že vina Jiřímu Kajínkovi nebyla jednoznačně prokázána.

## Ohlasy

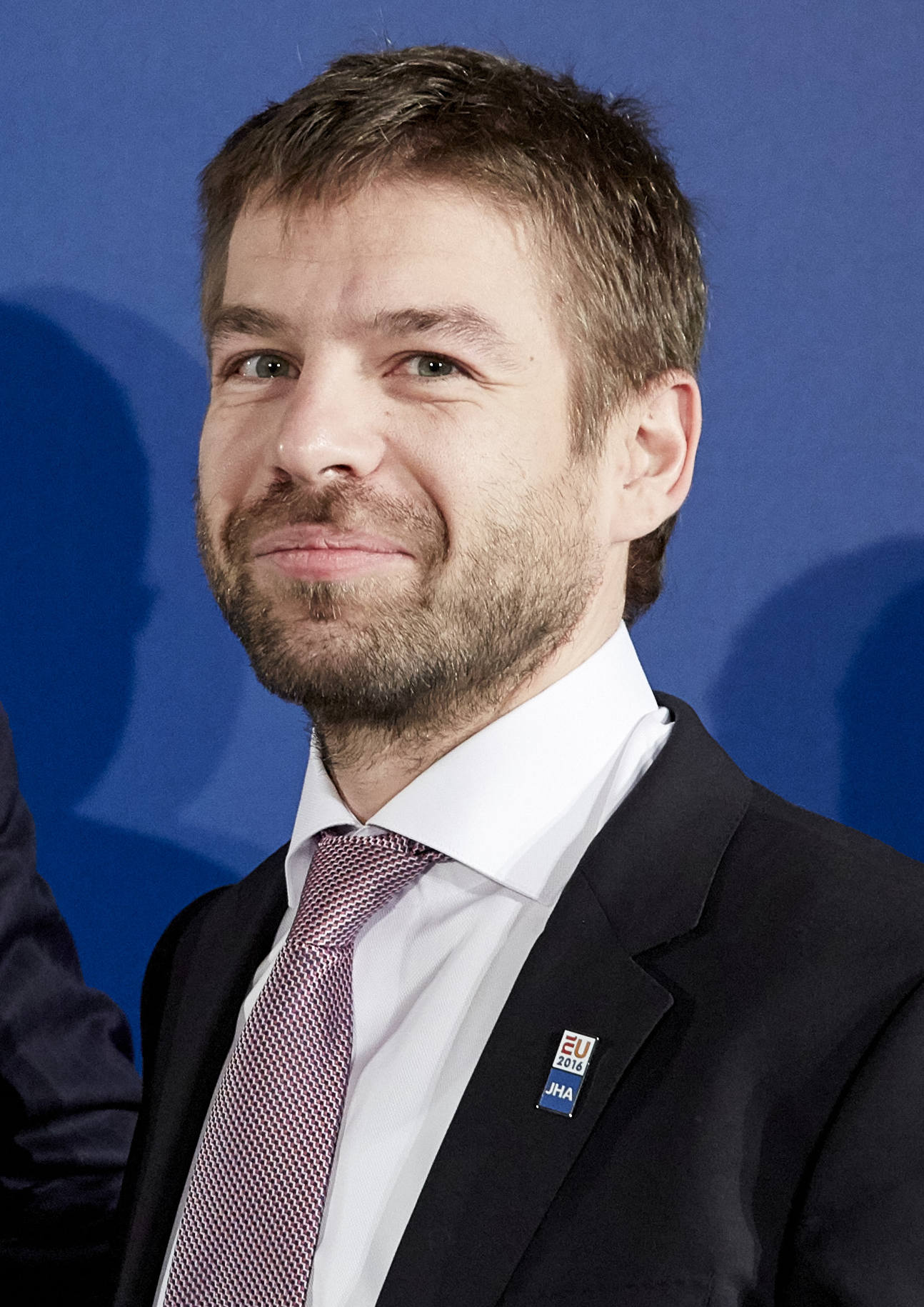
Robert Pelikán

Ministr spravedlnosti Robert Pelikán označil milost za akt milosrdenství a připomněl, že k opětovnému otevření Kajínkova případu neviděl žádný důvod. Tehdejší premiér Bohuslav Sobotka hodnotil milost rezervovaně a neměl radost, že se z Kajínka, úkladného vraha, v důsledku milosti stává celebrita. Místopředseda jeho vlády Pavel Bělobrádek kladl otázku, zda milost nebyla udělena z důvodu Kajínkovy mediální známosti. Jeho vládní kolega ministr vnitra Milan Chovanec upozornil, že bude velmi složité veřejnosti vysvětlit, proč se jeden odsouzený, usvědčený vrah dostává ven, a jiný ne. Tehdejší předseda Senátu Milan Štěch nepovažoval milost za správný ani dobrý krok a označil ji za políček vyšetřovatelům, prokuratuře a zejména soudům, který nebyl na místě. Tehdejší předseda Nejvyššího správního soudu Josef Baxa oponoval argumentaci prezidenta pravidlem „in dubio pro reo“ tím, že pravidlo platí pro soudce, a upozornil, že v Kajínkově případu žádné pochybnosti nebyly.
Bývalý ministr vnitra František Bublan za milostí viděl snahu o populistické zviditelnění. Bývalému ministrovi spravedlnosti Jiřímu Pospíšilovi vadilo, že udělení milosti vypadá jako zneužití pravomoci prezidenta k reality show. Bývalá ústavní soudkyně a senátorka Eliška Wagnerová považovala milost za úlitbu Kajínkovu fanklubu. Bývalou nejvyšší státní zástupkyni a ministryni spravedlnosti Marii Benešovou milost nezarazila ani nepohoršila. Ač je členkou prezidentova poradního týmu, prezident s ní věc nekonzultoval, spekulovala však, zda milost nedoporučil předseda Ústavního soudu Pavel Rychetský, který se spisem jako ministr spravedlnosti zabýval. Rychetský však tuto možnost vyloučil, vzpomněl však na své pochyby o férovosti vyšetřování a procesu, ale zároveň podle něj není dobré spojovat tyto pochybnosti s rozhodnutím prezidenta udělit milost. Parametry podmínky udělené milosti však označil za přehnané.
Unie státních zástupců vyjádřila přání, že v případě dalších vícenásobných vrahů bude prezident s milostmi zdrženlivější. Předseda STAN Petr Gazdík považoval za smutné, že prezident si vybral nájemného vraha, a smutnější, že popřel svá dřívější slova o milostech. Podle novináře Radka Kedroně způsob udělení milosti neulehčil J. Kajínkovi návrat do života, protože byl propuštěn okamžitě, zatímco obvykle jsou dlouhodobě věznění na propuštění připravováni odborníky. Všiml si také, že udělenou podmínku milosti neprovází dohled, přičemž připomněl, že návštěvy probačních úředníků nejsou jen pro hlídání propuštěných, ale také pro poskytnutí pomoci. Novinář Jiří X. Doležal hodnotil milost pro Jiřího Kajínka jako největší nechutnost, kterou prezident Zeman během svého prvního volebního období předvedl. Obdobně komentátor Jan Lipold zařadil tuto milost mezi nejhorší výkony prvního prezidentského mandátu Miloše Zemana. Dle Milana Hulíka, advokáta disidentů před rokem 1989, byla udělená milost devastující pro pocit spravedlnosti a od prezidenta šlo čistě o populistický politický tah.
Omilostnění Jiřího Kajínka učinilo z pravomoci prezidenta udělovat milosti předmět zájmu odborníků, kteří se nad tímto tématem setkali na konci června 2018 na semináři v Poslanecké sněmovně. Elitní právníci diskutovali nad vhodností další existence institutu milosti i jeho vhodné formě.
Po udělení kontroverzní milosti Miloši Balákovi v březnu 2022 ústavní právník Jan Kysela prohlásil, že po milosti pro pana Kajínka nečekal žádnou horší milost, ale ta byla udělena. Milost udělenou Balákovi hodnotil jako horší, neboť postavila osoby v prezidentově okolí nad zákon.

## Pochybnosti vpozadí

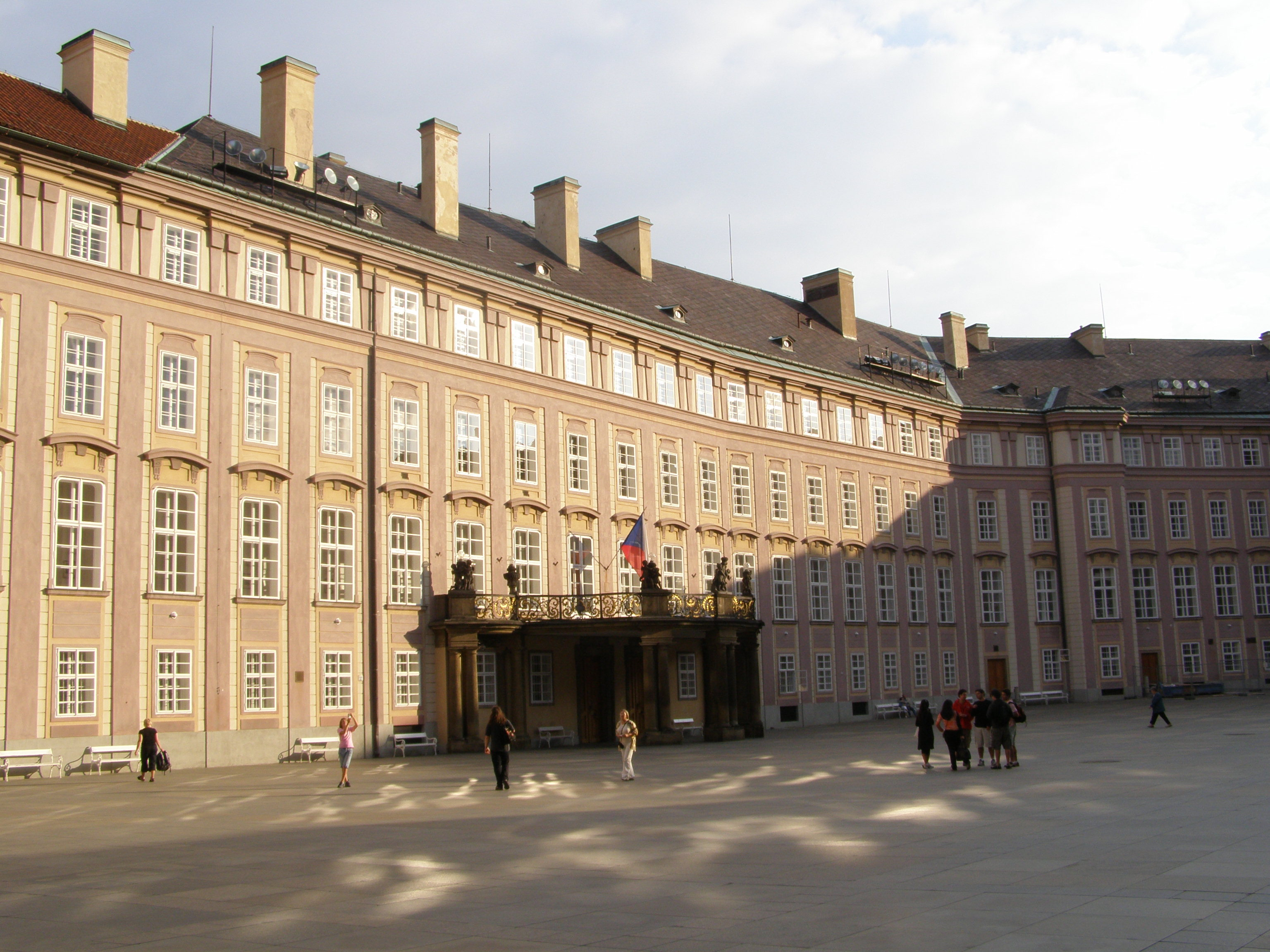
Nový královský palác na Pražském hradě, sídlo prezidentské kanceláře

Podle informací Českého rozhlasu měli kancléř Vratislav Mynář a zástupce šéfa hradního protokolu Vladimír Kruliš v roce 2015 usilovat o otevření případu Jiřího Kajínka. Hrad měl představu, že by případ otevřel policejní tým Tempus, který se cíleně věnuje starým neobjasněným případům. Podle zdrojů Radiožurnálu si Hrad sliboval, že opětovné otevření případu a možné pochybnosti poslouží pro argumentaci prezidenta Miloše Zemana při udělení milosti Kajínkovi v průběhu předvolební kampaně prezidentských voleb. Mynář i Kruliš takové jednání odmítají. Podle svědků mluvil prezident se šéfem Tempus Martinem Balážem při své návštěvě Zlínského kraje.
V květnu 2017 server iROZHLAS požádal Hrad dle zákona o svobodném přístupu k informacím o „zajímavé analýzy“, které si podle svých slov prezident nechal zpracovat pro posouzení žádosti o milost. Žádost byla odmítnuta s odůvodněním, že jde o informace vzniklé bez použití veřejných prostředků. V rozhodnutí byla uvedena informace, že prezident nevycházel z podkladů, které by Kancelář prezidenta republiky sama vypracovala, objednala nebo zaplatila. Podle vysvětlení mluvčího J. Ovčáčka byly veškeré podklady připraveny bez nároku na honorář. Na začátku června si informace o analýzách vyžádal student Univerzity Karlovy Josef Vacek, Kancelář prezidenta republiky však odpověděla, že nemá informaci, že by někdo pro prezidenta analýzy k případu Kajínka zpracovával. Rozpor tvrzení vysvětlil ředitel odboru legislativy a práva Václav Pelikán, že pokud si prezident nechal zpracovat analýzy, nemá je Kancelář k dispozici a nebyly hrazeny z veřejných prostředků. Podle twitterového účtu StoŠestka.cz, který se zaměřuje na zveřejňování odpovědí získaných dle zákona č. 106/1999 Sb, kancelář prezidenta žádnými analýzami k trestnímu případu Jiřího Kajínka nedisponuje.
Na konci května či začátku června 2017 server iROZHLAS znovu s odvoláním na zákon o svobodném přístupu k informacím požádal o kopii spisu vedeného Kanceláří prezidenta republiky k udělení milosti pro Jiřího Kajínka. Hrad žádost počátkem června 2017 odmítl s vysvětlením, že spis obsahuje jen přehled trestné činnosti omilostněného, který nelze poskytnout. Po stížnosti a odvolání novinářů proti odmítnutí Hrad zrušil odmítavé rozhodnutí a poskytl rozhodnutí o udělení milosti v anonymizované podobě s tím, že součástí spisu nejsou žádné jiné dokumenty. Součástí spisu nebyly ani rozsudky poskytnuté Ministerstvem spravedlnosti.
Na základě prezidentova dubnového prohlášení o zvažování milosti pro Jiřího Kajínka mu poslal rakouský aktivista Phillip Janýr seznam sedmi svědků, kteří měli doložit, že neexistuje pochybnost o Kajínkově vině. Přijetí seznamu potvrdil tiskový mluvčí prezidenta, podle Janýra však nikdo svědky nekontaktoval. Věrohodnost P. Janýra snižuje jeho trestní minulost i předchozí kroky v případu J. Kajínka, kdy v roce 2010 upozorňoval na existenci svědka z řad policie, který vypověděl, že čin spáchali ve skutečnosti policisté.

## Kontroly dodržování podmínky
Krajský soud v Plzni každého půl roku kontroluje, zda Jiří Kajínek plní podmínky milosti. Pro zjištění stavu soud žádá informace od samosprávy v místě bydliště i od místně příslušné policie a nahlíží do výpisu z Rejstříku trestů. Jednou ročně vypracovává zprávu o omilostněném pro ministerstvo spravedlnosti. Od ledna 2020 do března roku 2021 nespáchal Jiří Kajínek žádný prohřešek.

### Dopravní nehody
V říjnu 2017 způsobil Jiří Kajínek dopravní nehodu, když u křížení dálnice D5 a silnice I/26 u Sulkova západně od Plzně ve svém mercedesu nedal přednost řidiči ve Škodě Fabii. Na Fabii způsobil škodu 50 tisíc Kč, na škoda na jeho voze dosáhla půl miliónu korun. Jiří Kajínek se dopustil přestupku, za což dostal blokovou pokutu a čtyři trestné body.
V srpnu 2018 porušil dopravní předpisy překročením maximální povolené rychlosti, stejný přestupek spáchal v dubnu 2019.
V sobotu 3. června 2023 mezi Ořechovem a Osovou Bítýškou na Žďársku narazil v zatáčce svým mercedesem do Škody Roomster s přívěsem, když přejel do protisměru. Roomster byl odmrštěn mimo vozovku, po vyproštění zaklíněného pasažéra převezla záchranná služba oba pasažéry s lehkými zraněními do nemocnice. Mercedes zastavil v příkopu, Jiřímu Kajínkovi se nic nestalo. Podle předběžného odhadu na vozech vznikla škoda přesahující 300 tisíc Kč. Za dopravní nehodu byla Kajínkovi udělena pokuta.
Ani jeden ze zaznamenaných přestupků nebyl porušením podmínek milosti.

### Vystoupení se samopalem
V sobotu 22. října 2022 vystoupil Jiří Kajínek na koncertě kontroverzní skupiny Ortel v plzeňském kulturním domě Šeříkovka. V závěru programu byl pozván na pódium, kam přišel s lahví šampaňského, CD a se samopalem v ruce, aby jako kmotr pokřtil desáté album Zteč. Zbraň vypadala jako československá útočná puška Sa-58 osazená bodákem.
Kajínkovu prezentaci zbraně na veřejnosti začala z vlastní iniciativy vyšetřovat krajská pobočka Policie ČR. Předvolá Jiřího Kajínka i organizátory koncertu k podání vysvětlení, protože z videa nebyla zřejmá forma vyhotovení zbraně. Vyšetřovatelé poslali samopal na expertizu. Vyhodnocení charakteru zbraně bylo zásadní pro právní posouzení: zatímco maketu je možné na veřejnosti nosit, v případě skutečné zbraně, popř. znehodnocené zbraně, nošené na veřejnosti by se mohlo jednat o přestupek dle zákona č. 119/2002 Sb. o střelných zbraních a střelivu, v krajním případě by jednání mohlo být hodnoceno jako trestný čin nedovoleného ozbrojování. Podle mluvčího Policejního prezidia by k naplnění skutkové podstaty trestného činu muselo dojít k vyhrožování zbraní nebo k jinému dost zásadnímu protiprávnímu jednání. Podle advokáta Jiřího Kučery by Kajínek spáchal trestný čin nedovoleného ozbrojování podle § 279 trestního zákoníku, pokud by vědomě vystoupil s funkční, skutečnou zbraní. S maketou či znehodnocenou zbraní by se uvedeného trestného činu dopustit nemohl, stejně tak v případě, kdy by se oprávněně domníval, že v rukou drží maketu. Podle vyjádření Tomáše Ortela se jednalo o jeho vlastní, volně prodejnou repliku samopalu. Podle Jiřího Kajínka nešlo o skutečnou zbraň, ale o atrapu s bodákem, alespoň jak se dozvěděl od organizátorů, sám zbraň nezkoumal. Podle svých slov není Jiří Kajínek držitelem zbrojního průkazu, protože jej jako odsouzený za vraždu nemůže získat.
Odborné zkoumání samopalu zjistilo, že jde o plynovku, tj. repliku samopalu schopnou střelby pouze akustickými náboji, která není nebezpečná pro okolí. Zjištění vyloučilo možnost spáchání trestného činu nedovoleného ozbrojování. Policie hodlá zjistit, zda nedošlo k přestupku.